# Fulke Greville
Fulke Greville (1717-1806) de Wilbury House, Newton Toney, Wiltshire, Angleterre, est un diplomate et homme politique britannique.

## Biographie
Il est le fils d'Algernon Greville et de Mary Somerset, fille de Lord Arthur Somerset, le plus jeune fils de Henry Somerset (1er duc de Beaufort). Son père est le fils de Fulke Greville, 5e baron Brooke . Pendant un certain temps, il fait ses études de gentleman commoner au Winchester College (vers 1731) .
Son épouse est la poète Frances Greville (en), fille et cohéritière de James Macartney, député irlandais de Longford et Granard et de sa femme Catherine Coote. Ils se sont enfuis le 26 janvier 1748. Ils ont plusieurs enfants, dont:

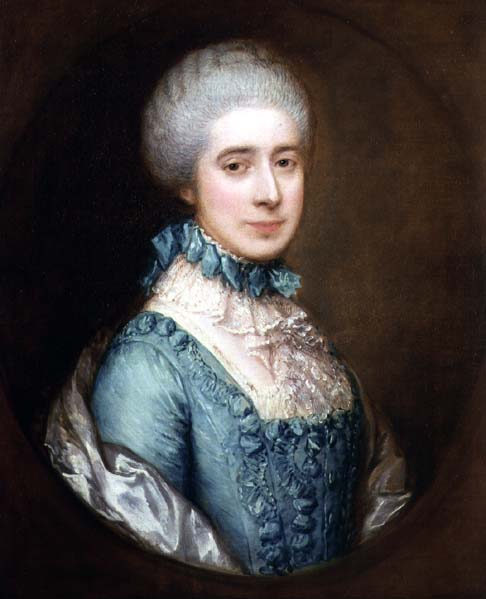
La fille de Fulke, Frances Anne Crewe

- Frances Anne Greville (née en novembre 1748)[3], épouse John Crewe (1er baron Crewe), plus tard Lord Crewe et est une hôtesse politique connue
- Capt. William Fulke Greville (8 novembre 1751 - 1837), grand-père de George Greville et père de Fulke Greville-Nugent (1er baron Greville)
- Lt-Col. Henry Francis Greville (10 août 1760-13 janvier 1816)
- Capt. Charles Greville (1762-1832) (en) (2 novembre 1762-26 août 1832), père de Charles Greville (diariste), Algernon Greville et Henry William Greville

Il est député des arrondissements de Monmouth de 1747 à 1754. En 1765, il est nommé envoyé extraordinaire auprès de l'électeur de Bavière et ministre plénipotentiaire à la Diète d'Empire de Ratisbonne .
Il est l'auteur de Maxims Characters and Reflections (1756). Il est haut shérif du Wiltshire en 1744.